# Tatyana Kazankina
Tatyana Vasiljevna Kazankina, née le 17 décembre 1951 à Petrovsk, est une ancienne athlète d'URSS, pratiquant le demi-fond. Championne olympique à trois reprises, elle a établi durant sa carrière 6 records du monde individuels, du 800 au 3 000 m.

## Biographie
Le 28 juin 1976 à Podolsk, Tatyana Kazankina améliore de près de quatre secondes le record du monde du 1 500 mètres détenu par sa compatriote Lyudmila Bragina depuis les Jeux olympiques de Munich. Avec sa performance de 3 min 56 s 9, elle devient la première athlète féminine à couvrir la distance en moins de 4 minutes. Quelques jours plus tard, lors des Jeux olympiques d'été de Montréal, Kazankina s'impose tout d'abord sur 800 mètres où elle établit un nouveau record du monde en 1 min 54 s 9, puis récidive sur 1 500 m au terme d'une accélération finale dans le dernier tour dans une course menée à un train peu rapide.
En 1980, Kazankina établit en quelques jours deux records du monde du 1 500 m, réalisant 3 min 55 s 0 à Moscou, puis 3 min 52 s 47 lors du Meeting de Zurich. Elle conserve son titre lors des Jeux olympiques de Moscou, devançant en finale du 1 500 m l'Est-allemande Christiane Wartenberg.

## Palmarès

### Jeux olympiques
- Jeux olympiques d'été de 1976 à Montréal :
  -  Médaille d'or sur 800 m
  -  Médaille d'or sur 1 500 m
- Jeux olympiques d'été de 1980 à Moscou :
  -  Médaille d'or sur 1 500 m

### Championnats du monde
- Championnats du monde d'athlétisme 1983 à Helsinki :
  -  Médaille de bronze sur 3 000 m

## Records
| Épreuve   | Temps         | Date         | Lieu      |
| --------- | ------------- | ------------ | --------- |
| 800 m     | 1 min 54 s 94 |              | Montréal  |
| 1 500 m   | 3 min 56 s 9  |              | Podolsk   |
| 1 500 m   | 3 min 55 s 0  |              | Moscou    |
| 1 500 m   | 3 min 52 s 47 |              | Zurich    |
| 2 000 m   | 5 min 28 s 72 |              | Moscou    |
| 3 000 m   | 8 min 22 s 62 |              | Leningrad |
| 4 × 800 m | 7 min 52 s 4  | 16 août 1976 |           |